# Индустријска зона Понте Валентино (Беневенто)
Индустријска зона Понте Валентино је насеље у Италији у округу Беневенто, региону Кампанија.
Према процени из 2011. у насељу је живело 7 становника. Насеље се налази на надморској висини од 141 м.